# Phascolion bogorovi
Phascolion bogorovi är en stjärnmaskart som beskrevs av Murina 1973. Phascolion bogorovi ingår i släktet Phascolion och familjen Phascoliidae. Inga underarter finns listade i Catalogue of Life.